# Ceroplesis capensis
Ceroplesis capensis is een keversoort uit de familie van de boktorren  (Cerambycidae). De wetenschappelijke naam werd gepubliceerd in 1764 door Linnaeus.